# Edoff Andersson
Edoff Emanuel Andersson, född 25 juli 1892 i Salems församling i Stockholms län, död 18 juni 1934 i Kungsholms församling, var en svensk radikal socialistisk politiker (Kilbomskommunist).
Andersson var riksdagsledamot från 1929 i valkretsen för Stockholms stad.